# Reform (musikgrupp)

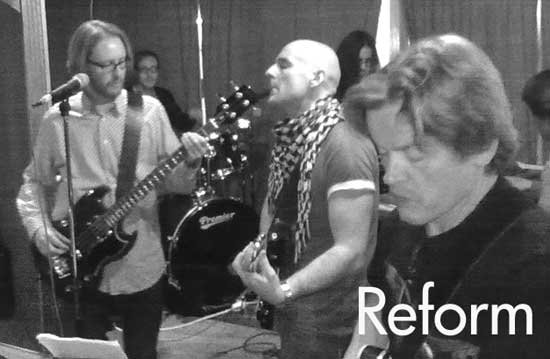
550×359px

Reform är en svensk musikgrupp, som bildades i Stockholm 1998 av Jesper Bergman, Johan Klaeson och Anders Bergman. Gruppen började spela låtar av Miles Davis från dennes tidiga fusionperiod (1969-1975), men gick senare över mer och mer till eget material.

## Medlemmar
- Jesper Bergman - elbas
- Peter Åkerberg - elgitarr
- Anders Bergman - trummor, slagverk
- Thomas Berglund - elgitarr
- Mattias Lennestig - keyboard
- Magnus Ramel - keyboard

## Tidigare medlemmar
- Álvaro Fernández Gavíria - munspel
- Micke Hujanen - elgitarr
- Johan Klaeson - elgitarr
- Ulf Henningsson - elgitarr
- Reine Fiske - elgitarr
- Jonathan Hansson - elgitarr
- Alexander Wiig - slagverk, sitar
- Isak Andersson - trummor, slagverk
- Åke Eriksson - trummor
- Pedro Martínez - trummor
- Bill Öhrström - munspel
- Pitú - elgitarr
- Fran Gasol - trummor
- Paúl San Martín - piano

## Diskografi
- 2001 - Easy
- 2003 - Concierto en Altxerri
- 2004 - Reduced & Maximized
- 2009 - Reformed
- 2009 - Uncut & Lo-Fi
- 2011 - Reveries of Reform